# いすゞビルメンテナンス
いすゞビルメンテナンス株式会社（いすずビルメンテナンス）は、神奈川県横浜市に本社を置く、建物等の設備管理・清掃・警備、寮・社宅等の施設管理などを行う会社である。

## 沿革
当社設立前の沿革については「いすゞエステート#沿革」を参照
- 2003年（平成15年）1月 - いすゞエステート株式会社よりビルメンテナンス事業を新設分割して、いすゞビルメンテナンス株式会社（当社）を設立[3]。
- 2018年（平成30年）
  - 1月 - 株式会社代々木の杜企画および株式会社トリトン、株式会社モップスを子会社化[4]。
  - 8月 - 子会社の株式会社代々木の杜企画が、同じく子会社の株式会社トリトンおよび株式会社モップスを吸収合併[4]。
- 2019年（平成31年）4月 - 子会社の株式会社代々木の杜企画を吸収合併[3]。
- 2022年（令和4年）5月 - 本社を東京都品川区南大井から神奈川県横浜市西区の横濱ゲートタワーに移転。

## 事業所
- 本社（総務部、OBP事業部、東京事業部） - 横浜市西区高島1丁目2-5 横濱ゲートタワー15階
- 藤沢事業部 - 神奈川県藤沢市土棚8
- 湘南事業部 - 神奈川県藤沢市菖蒲沢634-1
- 栃木事業部 - 栃木県栃木市大平町伯仲2691